# Плаће
Плаће (мкд. Плаќе) су насеље у Северној Македонији, у југозападном делу државе. Плаће припадају општини Охрид.

## Географија
Насеље Плаће је смештено у југозападном делу Северне Македоније. Од најближег града, Охрида, насеље је удаљено 20 km североисточно.
Плаће се налазе у историјској области Охридски крај, која се обухвата простор источно и североисточно од Охридског језера. Насеље је смештено високо, на југозападним висовима Плакенске планине. Надморска висина насеља је приближно 1.380 метара.
Клима у насељу је планинска због знатне надморске висине.

## Становништво
Плаће су према последњем попису из 2002. године имале 4 становника. 
Већину становништва чине етнички Македонци (100%).
Већинска вероисповест је православље.